# كريس هوك (لاعب كرة قدم أمريكية)
كريس هوك (بالإنجليزية: Chris Hoke)‏ هو لاعب كرة قدم أمريكية أمريكي، ولد في 6 أبريل 1976 في لونغ بيتش في الولايات المتحدة.

## وصلات خارجية
- كريس هوك على موقع مرجع كرة القدم المحترفة.كوم (الإنجليزية)